# Xanthopimpla cheesmanae
Xanthopimpla cheesmanae là một loài tò vò trong họ Ichneumonidae.